# Olena Demyanenko
Olena Viktorivna Demyanenko (nacida el 8 de mayo de 1966) es una directora de cine,  productora de cine , y guionista ucraniana . Es miembro de la Unión Nacional de Directores de Fotografía de Ucrania, la Academia de Cine de Ucrania (desde 2017) y la Academia de Cine Europeo (desde 2018).  Nació el 8 de mayo de 1966 en Lviv . En 1990 se graduó en el Instituto de Artes Teatrales Karpenko-Kary Kiev .